# Santa Park
Santa Park är en nöjespark och besöksattraktion nära Rovaniemi i finska Lappland, med jultomten (amerikansk engelska: Santa Claus) som tema. Santa Park öppnades den 28 november 1998.
I populärkultur framställs ofta att jultomten (på finlandssvenska julgubben) kommer från Lappland, varför många turister årligen kommer till Rovaniemi för att träffa honom (enligt finländsk tradition bor han på Korvatunturi, men det är för avlägset). Projektet skapades av det brittiska företaget Santaworld Ltd och kostnaden för uppförandet var 6,7 miljoner euro. Santa Park visar julgubbens jul samt bjuder på lappländsk kultur och natur.
Nöjesparken ägs av finländska företag som Finnair, MTV, Sampo, Lasten Päivän Säätiö, Posten. Handels- och industriföretag var även de inblandade. Den 24 mars 2009 överfördes ägandet till Santa's Holding Ltd där majoriteten innehas av Ilkka Lankinen och dennes fru Katja Lankinen-Ikäheimonen.

## Attraktioner
Attraktionerna i Santa Park är
- Älvuppvisning
- Jultomtens verkstad
- Pepparkakskök
- Slädfärd
- Älvskola
- Älvornas verkstad
- Postkontor

En galleria finns också, och ett lappländskt café serverar besökare.

### Fotnoter
1. ↑  ”Santa Claus' Village” (på engelska). Uppslagsverket Finland. http://uppslagsverket.fi/sv/sok/view-103684-SantaClausVillage. Läst 22 juli 2016.